# 物産展

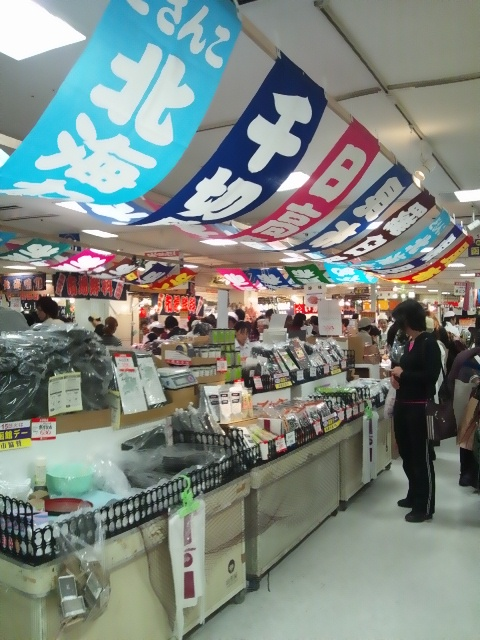
山形屋の北海道物産展（2011年、鹿児島市）

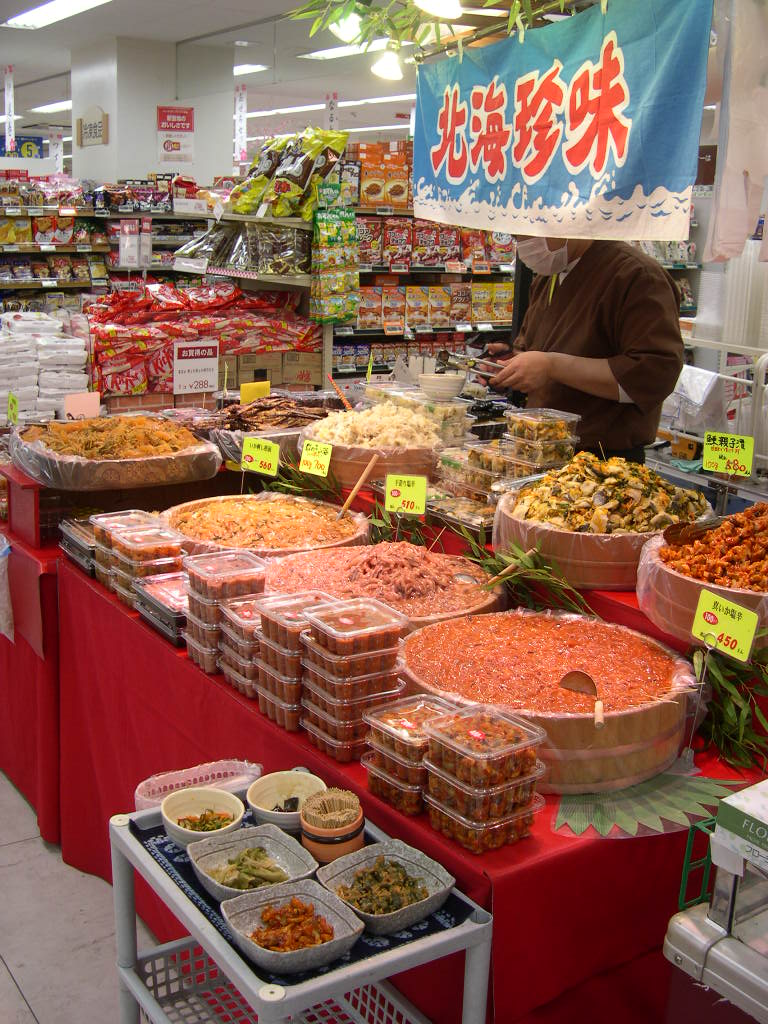
1店のみの出店

物産展（ぶっさんてん）とは、任意の地域を限定して、その産物を紹介・販売するイベント。

## 概説
主に百貨店やスーパーマーケットが集客目的で主催し、期間限定で開催（他には駅構内など）される場合が多い
。最も多く対象となる地域は北海道で、北海道物産展は全国の80パーセントの百貨店で行われている。「うまいもの市」「駅弁大会」といった小規模なイベントも物産展と銘打つ場合がある。
また、行政の地域振興局や生産者団体が会場を選定し、販路の拡大や、地元の観光資源や物産をPRする目的で開催する場合もある。近年は自然災害からの復興支援イベントとして企画される地域物産展も増えている。
インターネットの普及によって遠隔地の物産は以前よりも容易にアクセスできるようになり、物産展の性格もよりエンターテイメント性を意識したものに変化している。2019年に発生した新型コロナウイルスの影響により、百貨店などでの物産展の中止が相次いだことから、販売方法をオンラインショッピングに代替したオンライン物産展というスタイルが模索されている。